# Oxytropis
Oxytropis là một chi thực vật có hoa trong họ Đậu.
Một số loài:
- Oxytropis arctica
- Oxytropis bella
- Oxytropis borealis
- Oxytropis campestris
- Oxytropis deflexa
- Oxytropis jacquinii
- Oxytropis kobukensis
- Oxytropis lambertii
- Oxytropis monticola
- Oxytropis nitens
- Oxytropis oreophila
- Oxytropis oxyphylla
- Oxytropis parryi
- Oxytropis podocarpa
- Oxytropis prostrata
- Oxytropis pseudoglandulosa
- Oxytropis riparia
- Oxytropis sericea
- Oxytropis strobilacea
- Oxytropis todomoshiriensis